# Сан-Жуан-ду-Триунфу
Сан-Жуан-ду-Триунфу (порт. São João do Triunfo) — муниципалитет в Бразилии, входит в штат Парана. Составная часть мезорегиона Юго-восток штата Парана. Входит в экономико-статистический микрорегион Сан-Матеус-ду-Сул. Население составляет 12 490 человек на 2006 год. Занимает площадь 720,407 км². Плотность населения — 17,3 чел./км².

## История
Город основан в 1890 году.

## Статистика
- Валовой внутренний продукт на 2003 год составляет 80 283 690,00 реалов (данные: Бразильский институт географии и статистики).
- Валовой внутренний продукт на душу населения на 2003 год составляет 6444,87 реалов (данные: Бразильский институт географии и статистики).
- Индекс развития человеческого потенциала на 2000 год составляет 0,679 (данные: Программа развития ООН).

## География
Климат местности: субтропический. В соответствии с классификацией Кёппена, климат относится к категории Cfa.